# Чемпионат мира по хоккею с шайбой среди юниорских команд 2016 (женщины)
Чемпионат мира по хоккею с шайбой среди женских юниорских команд 2016 года — 9-й турнир юниорского чемпионата мира среди женщин под эгидой ИИХФ, проходивший с 8 по 15 января 2016 года в Сент-Катаринс, Канада. Второй раз подряд Сборная США стала чемпионом, одолев в финале сборную Канады со счётом 3:2 в овертайме. Бронзовую медаль выиграла сборная Швеции, победившая в матче за третье место сборную России — 2:1.
Лучшим бомбардиром чемпионата стала швейцарка Алина Мюллер, набравшая 9 (7+2) очков за результативность. Она же была признана и лучшим нападающим турнира. Лучшим вратарём турнира стала шведка Эмма Сёдерберг, а лучшим защитником — американка Кайла Барнс. Самым ценным игроком (MVP) была признана вратарь сборной России Валерия Тараканова.

## Арены
На предварительном этапе в обеих группах матчи проходили в комплексах «Меридиан центр» и «Сеймур-Ханна-центр». Матчи плей-офф прошли в «Меридиан центре», а матч за 5-е место в «Сеймур-Ханна-центре».
| Меридиан центр Вместимость: 5 300 | Сеймур-Ханна-центр Вместимость: 1 500 |
| --------------------------------- | ------------------------------------- |
|                                   |                                       |
| Канада — Сент-Катаринс            | Канада — Сент-Катаринс                |

## Участвующие команды
В чемпионате принимали участие 8 национальных команд — шесть из Европы и две из Северной Америки. Сборная Франции пришла из первого дивизиона, остальные — с прошлого турнира ТОП-дивизиона.
| Европа - Чехия* - Финляндия* - Россия* - Швеция* | - Швейцария* - Франция^ Северная Америка - Канада*× - США* |  |

* = 7 команд автоматически квалифицировались в высший дивизион по итогам чемпионата мира 2015 года
^ = Команда перешла в высший дивизион по итогам первого дивизиона чемпионата мира 2015 года
× = Квалифицировались как хозяева чемпионата 

## Судьи
ИИХФ утвердила 6 главных и 9 линейных судей для обслуживания матчей чемпионата мира по хоккею с шайбой среди женских юниорских команд 2016 года.
| Главные судьи - Брэнди Дювар - Лиза Грисон - Кайса Кетонен - Михаэла Кифер - Мари Пикаве - Мелисса Школа | Линейные судьи - Бреттина Ангерер - Даниэла Кифер - Лиза Линнек - Джессика Леклерк - Даниэль Макгюрри - Жюстин Тодд - Стина Нильссон - Анна Нигард - Суева Торрибио-Русселин |  |

## Предварительный раунд
|  | Команды, выходящие в полуфинал          |
|  | Команды, выходящие в четвертьфинал      |
|  | Команды, выходящие в утешительный раунд |

### Группа A
| М | Сборная | И | В | ВО | ПО | П | ШЗ | ШП | РШ  | О |
| - | ------- | - | - | -- | -- | - | -- | -- | --- | - |
| 1 | США     | 3 | 3 | 0  | 0  | 0 | 16 | 1  | +15 | 9 |
| 2 | Канада  | 3 | 2 | 0  | 0  | 1 | 17 | 6  | +11 | 6 |
| 3 | Россия  | 3 | 1 | 0  | 0  | 2 | 5  | 13 | −8  | 3 |
| 4 | Чехия   | 3 | 0 | 0  | 0  | 3 | 2  | 20 | −18 | 0 |

Время местное (UTC-5).
| 8 января 2016 16:00 | США | 6 : 0 (2:0, 1:0, 3:0) | Чехия | Меридиан центр, Сент-Катаринс Зрителей: 584 |

| Отчёт | Отчёт                    | Отчёт   | Отчёт                           | Отчёт              |
| --- | ------------------------ | ------- | ------------------------------- | ------------------ |
| |                          |         |                                 |                    |
| | Бет Ларком — 00:00-60:00 | Вратари | 00:00-60:00 — Катерина Зеховска | Судья: Лиза Грисон |
| | Голы:                    |         |                                 | Судья: Лиза Грисон |
| Грэйс Цумвинкл — 04:31 (М. Лэнгей) Тейлор Хейз — 18:25 (Г. Цумвинкл) Эмили Оден (мен.) — 26:49 Натали Снодграсс — 56:24 (Т. Вент, Р. Гилмор) Натали Снодграсс — 56:47 (Г. Остертаг) Кэтрин Ская — 57:21 (Т. Хейз, Г. Боулби) | 1:0 2:0 3:0 4:0 5:0 6:0  |         |                                 | Судья: Лиза Грисон |
| |                          |         |                                 | Судья: Лиза Грисон |
| |                          |         |                                 | Судья: Лиза Грисон |
| |                          |         |                                 | Судья: Лиза Грисон |
| 14 мин | Штраф                    | 2 мин   |                                 | Судья: Лиза Грисон |
| |                          |         |                                 |                    |
| | 35                       | Броски  | 7                               |                    |

| 8 января 2016 19:30 | Канада | 5 : 2 (2:0, 3:2, 0:0) | Россия | Меридиан центр, Сент-Катаринс Зрителей: 3564 |

| Отчёт | Отчёт                       | Отчёт                                                                             | Отчёт                                                            | Отчёт                |
| --- | --------------------------- | --------------------------------------------------------------------------------- | ---------------------------------------------------------------- | -------------------- |
| |                             |                                                                                   |                                                                  |                      |
| | Стефани Нитби — 00:00-60:00 | Вратари                                                                           | 00:00-29:14 — Валерия Тараканова 29:14-60:00 — Валерия Меркушева | Судья: Мелисса Школа |
| | Голы:                       |                                                                                   |                                                                  | Судья: Мелисса Школа |
| Софи Ширли — 10:27 (О. Ноулз) Эштон Белл — 13:04 (К. О’Нил) Райли Хьюстон (бол.) — 26:39 (Э. Потомак) Эмма Мальте — 29:14 Дэрил Уоттс — 35:01 (С. Ширли) | 1:0 2:0 2:1 3:1 4:1 5:1 5:2 | 23:21 — Фануза Кадирова (Д. Белоглазова) 37:29 — Елизавета Зенченко (Е. Лихачёва) |                                                                  | Судья: Мелисса Школа |
| |                             |                                                                                   |                                                                  | Судья: Мелисса Школа |
| |                             |                                                                                   |                                                                  | Судья: Мелисса Школа |
| |                             |                                                                                   |                                                                  | Судья: Мелисса Школа |
| 8 мин | Штраф                       | 6 мин                                                                             |                                                                  | Судья: Мелисса Школа |
| |                             |                                                                                   |                                                                  |                      |
| | 20                          | Броски                                                                            | 18                                                               |                      |

| 9 января 2016 16:00 | Россия | 0 : 6 (0:0, 0:4, 0:2) | США | Меридиан центр, Сент-Катаринс Зрителей: 1707 |

| Отчёт  | Отчёт                                                            | Отчёт | Отчёт                       | Отчёт               |
| ------ | ---------------------------------------------------------------- | --- | --------------------------- | ------------------- |
|        |                                                                  | |                             |                     |
|        | Валерия Тараканова — 00:00-40:00 Валерия Меркушева — 40:00-60:00 | Вратари | 00:00-60:00 — Алекс Галстин | Судья: Брэнди Дювар |
|        | Голы:                                                            | |                             | Судья: Брэнди Дювар |
|        | 0:1 0:2 0:3 0:4 0:5 0:6                                          | 24:49 — Натали Снодграсс (Т. Вент, К. Барнс) 30:18 — Алекс Вокен (Г. Боулби, К. Барнс) 35:26 — Ребекка Гилмор (Т. Вент, Н. Снодграсс) 36:30 — Сидни Бродт (П. Норби, А. Вокен) 45:26 — Алекс Вокен (бол.) (П. Норби, С. Бродт) 46:10 — Ребекка Гилмор (Т. Вент) |                             | Судья: Брэнди Дювар |
|        |                                                                  | |                             | Судья: Брэнди Дювар |
|        |                                                                  | |                             | Судья: Брэнди Дювар |
|        |                                                                  | |                             | Судья: Брэнди Дювар |
| 18 мин | Штраф                                                            | 2 мин |                             | Судья: Брэнди Дювар |
|        |                                                                  | |                             |                     |
|        | 11                                                               | Броски | 46                          |                     |

| 9 января 2016 19:30 | Канада | 11 : 0 (3:0, 7:0, 1:0) | Чехия | Меридиан центр, Сент-Катаринс Зрителей: 3389 |

| Отчёт | Отчёт                                         | Отчёт   | Отчёт                                                       | Отчёт              |
| --- | --------------------------------------------- | ------- | ----------------------------------------------------------- | ------------------ |
| |                                               |         |                                                             |                    |
| | Эдит Д’Астоус-Моро — 00:00-60:00              | Вратари | 00:00-26:09 — Дениса Яндова 26:09-60:00 — Катерина Зеховска | Судья: Мари Пикаве |
| | Голы:                                         |         |                                                             | Судья: Мари Пикаве |
| Линдси Эгнью — 18:07 (К. О’Нил, Э. Мальте) Шеридан Освальд — 19:35 (Э. Белл) Эми Потомак — 19:57 Кристин О’Нил — 20:41 (Э. Белл) Эми Потомак — 21:01 (Д. Уоттс, С. Ширли) Софи Ширли — 26:09 (Э. Мальте, Э. Потомак) Джейми Бурбонне — 32:00 (Л. Эгнью) Энни Берг — 34:45 (Э. Мальте) Линдси Эгнью — 39:40 (В. Хауран, О. Ноулз) Кристин О’Нил — 39:55 (Э. Белл, Дж. Элмс) Малия Шнайдер — 49:39 (К. Фризен) | 1:0 2:0 3:0 4:0 5:0 6:0 7:0 8:0 9:0 10:0 11:0 |         |                                                             | Судья: Мари Пикаве |
| |                                               |         |                                                             | Судья: Мари Пикаве |
| |                                               |         |                                                             | Судья: Мари Пикаве |
| |                                               |         |                                                             | Судья: Мари Пикаве |
| 10 мин | Штраф                                         | 8 мин   |                                                             | Судья: Мари Пикаве |
| |                                               |         |                                                             |                    |
| | 44                                            | Броски  | 13                                                          |                    |

| 11 января 2016 16:00 | Чехия | 2 : 3 (0:1, 0:2, 2:0) | Россия | Меридиан центр, Сент-Катаринс Зрителей: 797 |

| Отчёт                                                                         | Отчёт                           | Отчёт | Отчёт                            | Отчёт                |
| ----------------------------------------------------------------------------- | ------------------------------- | --- | -------------------------------- | -------------------- |
|                                                                               |                                 | |                                  |                      |
|                                                                               | Катерина Зеховска — 00:00-59:40 | Вратари | 00:00-60:00 — Валерия Тараканова | Судья: Мелисса Школа |
|                                                                               | Голы:                           | |                                  | Судья: Мелисса Школа |
| Клара Гимларова — 47:39 (Б. Паточкова) Барбора Паточкова — 52:23 (З. Мартину) | 0:1 0:2 0:3 1:3 2:3             | 06:54 — Фануза Кадирова (Д. Белоглазова) 24:51 — Елена Водопьянова (бол.) (Ф. Кадирова) 29:10 — Фануза Кадирова (Е. Водопьянова) |                                  | Судья: Мелисса Школа |
|                                                                               |                                 | |                                  | Судья: Мелисса Школа |
|                                                                               |                                 | |                                  | Судья: Мелисса Школа |
|                                                                               |                                 | |                                  | Судья: Мелисса Школа |
| 8 мин                                                                         | Штраф                           | 14 мин |                                  | Судья: Мелисса Школа |
|                                                                               |                                 | |                                  |                      |
|                                                                               | 18                              | Броски | 20                               |                      |

| 11 января 2016 19:30 | США | 4 : 1 (2:0, 1:0, 1:1) | Канада | Меридиан центр, Сент-Катаринс Зрителей: 4016 |

| Отчёт | Отчёт                       | Отчёт                           | Отчёт                                   | Отчёт                |
| --- | --------------------------- | ------------------------------- | --------------------------------------- | -------------------- |
| |                             |                                 |                                         |                      |
| | Алекс Галстин — 00:00-60:00 | Вратари                         | 00:00-58:21 — Стефани Нитби 58:34-60:00 | Судья: Михаэла Кифер |
| | Голы:                       |                                 |                                         | Судья: Михаэла Кифер |
| Сидни Бродт (бол.) — 05:52 (М. Уэтингтон, К. Барнс) Ребекка Гилмор (бол.) — 09:34 (К. Барнс) Натали Снодграсс (бол.) — 26:09 (Т. Вент, Р. Гилмор) Ребекка Гилмор (п.в.) — 58:34 (Т. Вент) | 1:0 2:0 3:0 3:1 4:1         | 56:21 — Джулия Эдгар (Д. Уоттс) |                                         | Судья: Михаэла Кифер |
| |                             |                                 |                                         | Судья: Михаэла Кифер |
| |                             |                                 |                                         | Судья: Михаэла Кифер |
| |                             |                                 |                                         | Судья: Михаэла Кифер |
| 10 мин | Штраф                       | 10 мин                          |                                         | Судья: Михаэла Кифер |
| |                             |                                 |                                         |                      |
| | 32                          | Броски                          | 34                                      |                      |

### Группа B
| М | Сборная   | И | В | ВО | ПО | П | ШЗ | ШП | РШ  | О |
| - | --------- | - | - | -- | -- | - | -- | -- | --- | - |
| 1 | Финляндия | 3 | 2 | 0  | 0  | 1 | 14 | 4  | +10 | 6 |
| 2 | Швеция    | 3 | 2 | 0  | 0  | 1 | 13 | 4  | +9  | 6 |
| 3 | Швейцария | 3 | 2 | 0  | 0  | 1 | 9  | 5  | +4  | 6 |
| 4 | Франция   | 3 | 0 | 0  | 0  | 3 | 1  | 24 | −23 | 0 |

Время местное (UTC-5).
| 8 января 2016 12:00 | Финляндия | 11 : 1 (2:0, 5:0, 4:1) | Франция | Меридиан центр, Сент-Катаринс Зрителей: 3521 |

| Отчёт | Отчёт                                             | Отчёт                        | Отчёт                                                                         | Отчёт               |
| --- | ------------------------------------------------- | ---------------------------- | ----------------------------------------------------------------------------- | ------------------- |
| |                                                   |                              |                                                                               |                     |
| | Тия Паяринен — 00:00-60:00                        | Вратари                      | 00:00-25:18 — Аней Аурар 25:18-26:20 — Виктуар Мазюр 26:20-60:00 — Аней Аурар | Судья: Брэнди Дювар |
| | Голы:                                             |                              |                                                                               | Судья: Брэнди Дювар |
| Линнея Мелотиндос — 13:41 (К. Ноусиайнен) Минни Лехтопелто — 17:15 (М. Клемола, П. Керомаа) Камилла Рейникайнен — 21:02 (Л. Мелотиндос, А. Карппинен) Ив Савандер — 25:18 (С. Сяккинен, П. Ниеминен) Женнийна Нилунд — 28:50 (С. Сяккинен) Петра Ниеминен — 32:03 (С. Сяккинен, Ж. Нилунд) Сини Карялайнен — 38:57 (С. Сяккинен, Ж. Нилунд) Петра Ниеминен — 40:40 (Ж. Нилунд) Кия Ноусиайнен — 40:56 Камилла Рейникайнен (мен.) — 47:34 (М. Лехтопелто) Женнийна Нилунд (бол.) — 59:15 (П. Ниеминен) | 1:0 2:0 3:0 4:0 5:0 6:0 7:0 8:0 9:0 9:1 10:1 11:1 | 46:00 — Хлое Аурар (Э. Угет) |                                                                               | Судья: Брэнди Дювар |
| |                                                   |                              |                                                                               | Судья: Брэнди Дювар |
| |                                                   |                              |                                                                               | Судья: Брэнди Дювар |
| |                                                   |                              |                                                                               | Судья: Брэнди Дювар |
| 8 мин | Штраф                                             | 8 мин                        |                                                                               | Судья: Брэнди Дювар |
| |                                                   |                              |                                                                               |                     |
| | 55                                                | Броски                       | 7                                                                             |                     |

| 8 января 2016 14:00 | Швеция | 5 : 1 (3:0, 1:0, 1:1) | Швейцария | Сеймур-Ханна-центр, Сент-Катаринс Зрителей: 471 |

| Отчёт | Отчёт                        | Отчёт                          | Отчёт                          | Отчёт              |
| --- | ---------------------------- | ------------------------------ | ------------------------------ | ------------------ |
| |                              |                                |                                |                    |
| | Эмма Сёдерберг — 00:00-60:00 | Вратари                        | 00:00-60:00 — Ванесса Болингер | Судья: Мари Пикаве |
| | Голы:                        |                                |                                | Судья: Мари Пикаве |
| Сара Яльмарссон — 11:11 (М. Вернблом) Софи Лундин — 14:07 (Дж. Адольфссон, И. Никула) Матильда аф Бьюр (бол.) — 18:27 (С. Нойнцерт, М. Нюлен Перссон) Матильда аф Бьюр — 31:52 (С. Теденбю, В. Юханссон) Софи Лундин — 56:29 (М. Нюлен Перссон, С. Теденбю) | 1:0 2:0 3:0 4:0 4:1 5:1      | 53:59 — Алина Мюллер (Л. Рюди) |                                | Судья: Мари Пикаве |
| |                              |                                |                                | Судья: Мари Пикаве |
| |                              |                                |                                | Судья: Мари Пикаве |
| |                              |                                |                                | Судья: Мари Пикаве |
| 4 мин | Штраф                        | 10 мин                         |                                | Судья: Мари Пикаве |
| |                              |                                |                                |                    |
| | 31                           | Броски                         | 20                             |                    |

| 9 января 2016 12:00 | Швейцария | 2 : 0 (0:0, 1:0, 1:0) | Финляндия | Меридиан центр, Сент-Катаринс Зрителей: 578 |

| Отчёт                                                                 | Отчёт                          | Отчёт   | Отчёт                        | Отчёт                |
| --------------------------------------------------------------------- | ------------------------------ | ------- | ---------------------------- | -------------------- |
|                                                                       |                                |         |                              |                      |
|                                                                       | Ванесса Болингер — 00:00-60:00 | Вратари | 00:00-59:07 — Йоханна Оксман | Судья: Михаэла Кифер |
|                                                                       | Голы:                          |         |                              | Судья: Михаэла Кифер |
| Кейли Квенек — 35:42 (Р. Энцлер) Алина Мюллер — 53:37 (Л. Циммерманн) | 1:0 2:0                        |         |                              | Судья: Михаэла Кифер |
|                                                                       |                                |         |                              | Судья: Михаэла Кифер |
|                                                                       |                                |         |                              | Судья: Михаэла Кифер |
|                                                                       |                                |         |                              | Судья: Михаэла Кифер |
| 12 мин                                                                | Штраф                          | 2 мин   |                              | Судья: Михаэла Кифер |
|                                                                       |                                |         |                              |                      |
|                                                                       | 17                             | Броски  | 19                           |                      |

| 9 января 2016 14:00 | Швеция | 7 : 0 (2:0, 3:0, 2:0) | Франция | Сеймур-Ханна-центр, Сент-Катаринс Зрителей: 406 |

| Отчёт | Отчёт                       | Отчёт   | Отчёт                       | Отчёт                |
| --- | --------------------------- | ------- | --------------------------- | -------------------- |
| |                             |         |                             |                      |
| | Эллен Юнссон — 00:00-60:00  | Вратари | 00:00-60:00 — Виктори Масур | Судья: Кайса Кетонен |
| | Голы:                       |         |                             | Судья: Кайса Кетонен |
| Кайса Армборг — 00:51 (С. Яльмарссон, Э. Берглунд) Селин Теденбю — 16:49 (М. Эль-Махмади) Эмма Мурен — 30:29 (С. Лундин, М. Нюлен Перссон) Сара Яльмарссон — 32:38 (Дж. Адольфссон) Софи Лундин — 36:11 (Э. Мурен, В. Юханссон) Эмма Мурен — 41:04 (С. Лундин) Вильма Юханссон — 43:33 (Дж. Адольфссон) | 1:0 2:0 3:0 4:0 5:0 6:0 7:0 |         |                             | Судья: Кайса Кетонен |
| |                             |         |                             | Судья: Кайса Кетонен |
| |                             |         |                             | Судья: Кайса Кетонен |
| |                             |         |                             | Судья: Кайса Кетонен |
| 10 мин | Штраф                       | 4 мин   |                             | Судья: Кайса Кетонен |
| |                             |         |                             |                      |
| | 49                          | Броски  | 13                          |                      |

| 11 января 2016 12:00 | Финляндия | 3 : 1 (1:0, 1:1, 1:0) | Швеция | Меридиан центр, Сент-Катаринс Зрителей: 2635 |

| Отчёт | Отчёт                      | Отчёт                                                    | Отчёт                        | Отчёт              |
| --- | -------------------------- | -------------------------------------------------------- | ---------------------------- | ------------------ |
| |                            |                                                          |                              |                    |
| | Тия Паяринен — 00:00-60:00 | Вратари                                                  | 00:00-60:00 — Эмма Сёдерберг | Судья: Лиза Грисон |
| | Голы:                      |                                                          |                              | Судья: Лиза Грисон |
| Петра Ниеминен — 18:45 (Ж. Нилунд, А. Карппинен) Айно Карппинен — 37:47 (М. Клемола) Петра Ниеминен — 52:06 (Л. Мелотиндос) | 1:0 1:1 2:1 3:1            | 27:44 — Джессика Адольфссон (С. Яльмарссон, В. Юханссон) |                              | Судья: Лиза Грисон |
| |                            |                                                          |                              | Судья: Лиза Грисон |
| |                            |                                                          |                              | Судья: Лиза Грисон |
| |                            |                                                          |                              | Судья: Лиза Грисон |
| 8 мин | Штраф                      | 6 мин                                                    |                              | Судья: Лиза Грисон |
| |                            |                                                          |                              |                    |
| | 18                         | Броски                                                   | 22                           |                    |

| 11 января 2016 14:00 | Швейцария | 6 : 0 (1:0, 3:0, 2:0) | Франция | Сеймур-Ханна-центр, Сент-Катаринс Зрителей: 211 |

| Отчёт | Отчёт                                                    | Отчёт   | Отчёт                                                | Отчёт                |
| --- | -------------------------------------------------------- | ------- | ---------------------------------------------------- | -------------------- |
| |                                                          |         |                                                      |                      |
| | Ванесса Болингер — 00:00-40:00 Чиара Пфоси — 40:00-60:00 | Вратари | 00:00-32:44 — Аней Аурар 32:44-60:00 — Виктуар Мазюр | Судья: Кайса Кетонен |
| | Голы:                                                    |         |                                                      | Судья: Кайса Кетонен |
| Шэннон Сигрист (бол.) — 12:13 (Л. Рюди, А. Мюллер) Ноэми Ринер — 21:48 (Л. Циммерманн) Алина Мюллер — 22:27 (С. Берта, К. Квенек) Алина Мюллер (бол.) — 31:13 (Ш. Сигрист, Л. Рюди) Зина Бахманн — 45:50 (Р. Энцлер, С. Вайс) Алина Мюллер — 54:12 (М. Гремод) | 1:0 2:0 3:0 4:0 5:0 6:0                                  |         |                                                      | Судья: Кайса Кетонен |
| |                                                          |         |                                                      | Судья: Кайса Кетонен |
| |                                                          |         |                                                      | Судья: Кайса Кетонен |
| |                                                          |         |                                                      | Судья: Кайса Кетонен |
| 4 мин | Штраф                                                    | 14 мин  |                                                      | Судья: Кайса Кетонен |
| |                                                          |         |                                                      |                      |
| | 49                                                       | Броски  | 7                                                    |                      |

## Утешительный раунд
Команды выявляли лучшего в серии из трёх игр. Сборная Швейцарии одержала победу в первых двух матчах поэтому третья игра была отменена. Проигравшая серию сборная Франции заняла на турнире восьмое место и перешла в первый дивизион чемпионата мира 2017 года.
Время местное (UTC-5).
| 12 января 2016 12:00 | Швейцария | 5 : 1 (2:1, 0:0, 3:0) | Франция | Меридиан центр, Сент-Катаринс Зрителей: 224 |

| Отчёт | Отчёт                          | Отчёт                         | Отчёт                    | Отчёт                |
| --- | ------------------------------ | ----------------------------- | ------------------------ | -------------------- |
| |                                |                               |                          |                      |
| | Ванесса Болингер — 00:00-60:00 | Вратари                       | 00:00-60:00 — Аней Аурар | Судья: Михаэла Кифер |
| | Голы:                          |                               |                          | Судья: Михаэла Кифер |
| Сидни Берта — 10:02 (Р. Энцлер) Лиза Рюди (бол.) — 16:53 (Л. Мюллер, С. Берта) Алина Мюллер — 45:57 (Т. Аллеманн) Алина Мюллер — 47:58 (З. Бахманн, Р. Энцлер) Джессика Шлегел (бол.) — 57:19 (Р. Энцлер, К. Квенек) | 1:0 2:0 2:1 3:1 4:1 5:1        | 18:02 — Лиза Верне (Х. Аурар) |                          | Судья: Михаэла Кифер |
| |                                |                               |                          | Судья: Михаэла Кифер |
| |                                |                               |                          | Судья: Михаэла Кифер |
| |                                |                               |                          | Судья: Михаэла Кифер |
| 8 мин | Штраф                          | 12 мин                        |                          | Судья: Михаэла Кифер |
| |                                |                               |                          |                      |
| | 30                             | Броски                        | 5                        |                      |

| 14 января 2016 12:00 | Франция | 0 : 2 (0:1, 0:0, 0:1) | Швейцария | Меридиан центр, Сент-Катаринс Зрителей: 537 |

| Отчёт | Отчёт                    | Отчёт                                                                                        | Отчёт                                      | Отчёт              |
| ----- | ------------------------ | -------------------------------------------------------------------------------------------- | ------------------------------------------ | ------------------ |
|       |                          |                                                                                              |                                            |                    |
|       | Аней Аурар — 00:00-59:43 | Вратари                                                                                      | 00:00-44:42 — Ванесса Болингер 44:49-60:00 | Судья: Лиза Грисон |
|       | Голы:                    |                                                                                              |                                            | Судья: Лиза Грисон |
|       | 0:1 0:2                  | 10:16 — Джессика Шлегел (бол.) (Р. Энцлер, К. Квенек) 42:42 — Рахель Энцлер (мен.) (Л. Рюди) |                                            | Судья: Лиза Грисон |
|       |                          |                                                                                              |                                            | Судья: Лиза Грисон |
|       |                          |                                                                                              |                                            | Судья: Лиза Грисон |
|       |                          |                                                                                              |                                            | Судья: Лиза Грисон |
| 8 мин | Штраф                    | 10 мин                                                                                       |                                            | Судья: Лиза Грисон |
|       |                          |                                                                                              |                                            |                    |
|       | 9                        | Броски                                                                                       | 42                                         |                    |

## Плей-офф
|  | Четвертьфинал | Четвертьфинал | Четвертьфинал |  |  | Полуфинал | Полуфинал | Полуфинал |  |  | Финал | Финал  | Финал |
|  |               |               |               |  |  |           |           |           |  |  |       |        |       |
|  |               |               |               |  |  | A1        | США       | 4         |  |  |       |        |       |
|  | A4            | Чехия         | 2             |  |  | B2        | Швеция    | 0         |  |  |       |        |       |
|  | B2            | Швеция        | 3             |  |  |           |           |           |  |  | A1    | США    | 3     |
|  |               |               |               |  |  |           |           |           |  |  | A2    | Канада | 2     |
|  |               |               |               |  |  | A2        | Канада    | 4         |  |  |       |        |       |
|  | A3            | Россия        | 3             |  |  | A3        | Россия    | 0         |  |  |       |        |       |
|  | B1            | Финляндия     | 0             |  |  |           |           |           |  |  |       |        |       |

### Четвертьфинал
Время местное (UTC-5).
| 12 января 2016 16:00 | Чехия | 2 : 3 (0:0, 2:1, 0:2) | Швеция | Меридиан центр, Сент-Катаринс Зрителей: 444 |

| Отчёт                                                                                                   | Отчёт                           | Отчёт | Отчёт                        | Отчёт                |
| --- | ------------------------------- | --- | ---------------------------- | -------------------- |
| |                                 | |                              |                      |
| | Катерина Зеховска — 00:00-59:45 | Вратари | 00:00-60:00 — Эмма Сёдерберг | Судья: Кайса Кетонен |
| | Голы:                           | |                              | Судья: Кайса Кетонен |
| Клара Гимларова (бол.) — 29:48 (В. Буцифалова, М. Зедникова) Вероника Буцифалова — 35:02 (К. Гимларова) | 1:0 1:1 2:1 2:2 2:3             | 32:19 — Селин Теденбю (Л. Андерссон) 41:26 — Эмма Мурен (Дж. Адольфссон) 49:03 — Селин Теденбю (бол.) (Х. Олссон, Дж. Адольфссон) |                              | Судья: Кайса Кетонен |
| |                                 | |                              | Судья: Кайса Кетонен |
| |                                 | |                              | Судья: Кайса Кетонен |
| |                                 | |                              | Судья: Кайса Кетонен |
| 6 мин                                                                                                   | Штраф                           | 16 мин |                              | Судья: Кайса Кетонен |
| |                                 | |                              |                      |
| | 39                              | Броски | 17                           |                      |

| 12 января 2016 19:30 | Россия | 3 : 0 (1:0, 0:0, 2:0) | Финляндия | Меридиан центр, Сент-Катаринс Зрителей: 1011 |

| Отчёт | Отчёт                            | Отчёт   | Отчёт                                  | Отчёт              |
| --- | -------------------------------- | ------- | -------------------------------------- | ------------------ |
| |                                  |         |                                        |                    |
| | Валерия Тараканова — 00:00-60:00 | Вратари | 00:00-57:34 — Тия Паяринен 57:58-60:00 | Судья: Лиза Грисон |
| | Голы:                            |         |                                        | Судья: Лиза Грисон |
| Дарья Белоглазова (бол.) — 07:50 (Н. Пирогова, Е. Водопьянова) Фануза Кадирова (п.в.) — 57:58 (Д. Белоглазова) Дарья Белоглазова — 58:10 | 1:0 2:0 3:0                      |         |                                        | Судья: Лиза Грисон |
| |                                  |         |                                        | Судья: Лиза Грисон |
| |                                  |         |                                        | Судья: Лиза Грисон |
| |                                  |         |                                        | Судья: Лиза Грисон |
| 6 мин | Штраф                            | 12 мин  |                                        | Судья: Лиза Грисон |
| |                                  |         |                                        |                    |
| | 33                               | Броски  | 17                                     |                    |

### Полуфинал
Время местное (UTC-5).
| 14 января 2016 16:00 | США | 4 : 0 (1:0, 2:0, 1:0) | Швеция | Меридиан центр, Сент-Катаринс Зрителей: 711 |

| Отчёт | Отчёт                    | Отчёт   | Отчёт                      | Отчёт               |
| --- | ------------------------ | ------- | -------------------------- | ------------------- |
| |                          |         |                            |                     |
| | Бет Ларком — 00:00-60:00 | Вратари | 00:00-60:00 — Эллен Юнссон | Судья: Брэнди Дювар |
| | Голы:                    |         |                            | Судья: Брэнди Дювар |
| Натали Хейсинг — 06:24 Сидни Бродт (мен.) — 33:10 Эмили Оден — 39:50 (Дж. Комфер, Н. Хейсинг) Тейлор Хейз — 46:30 (Г. Цумвинкл, К. Барнс) | 1:0 2:0 3:0 4:0          |         |                            | Судья: Брэнди Дювар |
| |                          |         |                            | Судья: Брэнди Дювар |
| |                          |         |                            | Судья: Брэнди Дювар |
| |                          |         |                            | Судья: Брэнди Дювар |
| 4 мин | Штраф                    | 10 мин  |                            | Судья: Брэнди Дювар |
| |                          |         |                            |                     |
| | 43                       | Броски  | 9                          |                     |

| 14 января 2016 19:30 | Канада | 4 : 0 (1:0, 1:0, 2:0) | Россия | Меридиан центр, Сент-Катаринс Зрителей: 2819 |

| Отчёт | Отчёт                            | Отчёт   | Отчёт                                                            | Отчёт                |
| --- | -------------------------------- | ------- | ---------------------------------------------------------------- | -------------------- |
| |                                  |         |                                                                  |                      |
| | Эдит Д’Астоус-Моро — 00:00-60:00 | Вратари | 00:00-40:00 — Валерия Тараканова 40:00-60:00 — Валерия Меркушева | Судья: Мелисса Школа |
| | Голы:                            |         |                                                                  | Судья: Мелисса Школа |
| Эштон Белл — 09:55 (Э. Мальте, К. Кросс) Райли Хьюстон (бол.) — 21:46 (Э. Мальте, Л. Эгнью) Эштон Белл — 42:31 (К. О’Нил) Кайла Фризен — 42:56 (С. Фраппье) | 1:0 2:0 3:0 4:0                  |         |                                                                  | Судья: Мелисса Школа |
| |                                  |         |                                                                  | Судья: Мелисса Школа |
| |                                  |         |                                                                  | Судья: Мелисса Школа |
| |                                  |         |                                                                  | Судья: Мелисса Школа |
| 4 мин | Штраф                            | 8 мин   |                                                                  | Судья: Мелисса Школа |
| |                                  |         |                                                                  |                      |
| | 43                               | Броски  | 12                                                               |                      |

### Матч за 5-е место
Время местное (UTC-5).
| 14 января 2016 12:00 | Чехия | 3 : 1 (1:0, 1:0, 1:1) | Финляндия | Сеймур-Ханна-центр, Сент-Катаринс Зрителей: 187 |

| Отчёт | Отчёт                           | Отчёт                                               | Отчёт                        | Отчёт              |
| --- | ------------------------------- | --------------------------------------------------- | ---------------------------- | ------------------ |
| |                                 |                                                     |                              |                    |
| | Катерина Зеховска — 00:00-60:00 | Вратари                                             | 00:00-59:16 — Йоханна Оксман | Судья: Мари Пикаве |
| | Голы:                           |                                                     |                              | Судья: Мари Пикаве |
| Камила Сметкова (бол.) — 09:09 (М. Зедникова, М. Эрбенова) Камила Сметкова — 34:26 (Н. Неубауерова) Адела Южкова — 47:30 (Т. Топольска) | 1:0 2:0 3:0 3:1                 | 54:27 — София Сальстрём (М. Клемола, Л. Мелотиндос) |                              | Судья: Мари Пикаве |
| |                                 |                                                     |                              | Судья: Мари Пикаве |
| |                                 |                                                     |                              | Судья: Мари Пикаве |
| |                                 |                                                     |                              | Судья: Мари Пикаве |
| 4 мин | Штраф                           | 2 мин                                               |                              | Судья: Мари Пикаве |
| |                                 |                                                     |                              |                    |
| | 24                              | Броски                                              | 29                           |                    |

### Матч за 3-е место
Время местное (UTC-5).
| 15 января 2016 16:00 | Россия | 1 : 2 (0:2, 0:0, 1:0) | Швеция | Меридиан центр, Сент-Катаринс Зрителей: 1192 |

| Отчёт                                   | Отчёт                            | Отчёт                                                                 | Отчёт                        | Отчёт                |
| --------------------------------------- | -------------------------------- | --------------------------------------------------------------------- | ---------------------------- | -------------------- |
|                                         |                                  |                                                                       |                              |                      |
|                                         | Валерия Тараканова — 00:00-59:26 | Вратари                                                               | 00:00-60:00 — Эмма Сёдерберг | Судья: Мелисса Школа |
|                                         | Голы:                            |                                                                       |                              | Судья: Мелисса Школа |
| Дарья Белоглазова — 55:33 (Ф. Кадирова) | 0:1 0:2 1:2                      | 05:01 — Селин Теденбю (бол.) (Дж. Адольфссон) 13:03 — Сара Яльмарссон |                              | Судья: Мелисса Школа |
|                                         |                                  |                                                                       |                              | Судья: Мелисса Школа |
|                                         |                                  |                                                                       |                              | Судья: Мелисса Школа |
|                                         |                                  |                                                                       |                              | Судья: Мелисса Школа |
| 10 мин                                  | Штраф                            | 4 мин                                                                 |                              | Судья: Мелисса Школа |
|                                         |                                  |                                                                       |                              |                      |
|                                         | 27                               | Броски                                                                | 32                           |                      |

### Финал
Время местное (UTC-5).
| 15 января 2016 19:30 | США | 3 : 2 (OT) (0:1, 1:1, 1:0, 1:0) | Канада | Меридиан центр, Сент-Катаринс Зрителей: 5516 |

| Отчёт                                                                                          | Отчёт                       | Отчёт                                       | Отчёт                       | Отчёт              |
| ---------------------------------------------------------------------------------------------- | --------------------------- | ------------------------------------------- | --------------------------- | ------------------ |
|                                                                                                |                             |                                             |                             |                    |
|                                                                                                | Алекс Галстин — 00:00-61:47 | Вратари                                     | 00:00-61:47 — Стефани Нитби | Судья: Мари Пикаве |
|                                                                                                | Голы:                       |                                             |                             | Судья: Мари Пикаве |
| Алекс Вокен — 35:00 Натали Снодграсс — 48:03 Натали Снодграсс — 61:47 (К. Барнс, М. Уэтингтон) | 0:1 0:2 1:2 2:2 3:2         | 17:55 — Джейми Бурбонне 25:58 — Дэрил Уоттс |                             | Судья: Мари Пикаве |
|                                                                                                |                             |                                             |                             | Судья: Мари Пикаве |
|                                                                                                |                             |                                             |                             | Судья: Мари Пикаве |
|                                                                                                |                             |                                             |                             | Судья: Мари Пикаве |
| 2 мин                                                                                          | Штраф                       | 8 мин                                       |                             | Судья: Мари Пикаве |
|                                                                                                |                             |                                             |                             |                    |
|                                                                                                | 29                          | Броски                                      | 23                          |                    |

## Рейтинг и статистика

### Итоговое положение команд
| 1  | США       |
| 2  | Канада    |
| 3  | Швеция    |
| 4. | Россия    |
| 5. | Чехия     |
| 6. | Финляндия |
| 7. | Швейцария |
| 8. | Франция   |

| Чемпион мира по хоккею с шайбой среди женских юниорских команд 2016 |
| США Пятый титул                                                     |

### Лучшие бомбардиры
| Игрок               | И | Г | П | О | Штр | +/− |
| ------------------- | - | - | - | - | --- | --- |
| Алина Мюллер        | 5 | 7 | 2 | 9 | 10  | +5  |
| Натали Снодграсс    | 5 | 6 | 1 | 7 | 6   | +8  |
| Фануза Кадирова     | 6 | 5 | 2 | 7 | 0   | +1  |
| Рахель Энцлер       | 5 | 1 | 6 | 7 | 0   | +4  |
| Джессика Адольфссон | 6 | 1 | 6 | 7 | 6   | +2  |
| Ребекка Гилмор      | 5 | 4 | 2 | 6 | 0   | +6  |
| Петра Ниеминен      | 5 | 4 | 2 | 6 | 2   | +4  |
| Селин Теденбю       | 6 | 4 | 2 | 6 | 6   | +2  |
| Эштон Белл          | 5 | 3 | 3 | 6 | 0   | +6  |
| Женнийна Нилунд     | 5 | 2 | 4 | 6 | 4   | +2  |

Примечание: И = Количество проведённых игр; Г = Голы; П = Голевые передачи; О = Очки; Штр = Штрафное время; +/− = Плюс-минус
По данным: IIHF.com

### Лучшие вратари
В списке вратари, сыгравшие не менее 40 % от всего игрового времени их сборной.
| Игрок              | ВП     | Бр  | ПШ | КН   | %ОБ   | И"0" |
| ------------------ | ------ | --- | -- | ---- | ----- | ---- |
| Алекс Галстин      | 181:47 | 66  | 3  | 0.99 | 95.45 | 1    |
| Тия Паяринен       | 179:36 | 60  | 4  | 1.34 | 93.33 | 0    |
| Эмма Сёдерберг     | 240:00 | 104 | 7  | 1.75 | 93.27 | 0    |
| Ванесса Болингер   | 279:36 | 67  | 6  | 1.29 | 91.04 | 2    |
| Валерия Тараканова | 288:40 | 141 | 14 | 2.91 | 90.07 | 1    |

Примечание: ВП = Время на площадке; Бр = Броски по воротам; ПШ = Пропущено шайб; КН = Коэффициент надёжности; %ОБ = Процент отражённых бросков; И"0" = «Сухие игры»
По данным: IIHF.com

### Индивидуальные награды
Самый ценный игрок (MVP):
- Валерия Тараканова

Лучшие игроки:
- Вратарь:  Эмма Сёдерберг
- Защитник:  Кайла Барнс
- Нападающий:  Алина Мюллер

Сборная всех звёзд:
- Вратарь:  Эмма Сёдерберг
- Защитники:  Кайла Барнс —  Джессика Адольфссон
- Нападающие:  Эштон Белл —  Алина Мюллер —  Фануза Кадирова